# 1243
Évszázadok: 12. század – 13. század – 14. század
Évtizedek: 1190-es évek – 1200-as évek – 1210-es évek – 1220-as évek – 1230-as évek – 1240-es évek – 1250-es évek – 1260-as évek – 1270-es évek – 1280-as évek – 1290-es évek
Évek: 1238 – 1239 – 1240 – 1241 –  1242 – 1243 – 1244 – 1245 – 1246 – 1247 – 1248

## Események

### Határozott dátumú események
- június 25. – IV. Ince pápa megválasztása.[1]

### Határozatlan dátumú események
- június – A velencei sereg ismét elfoglalja Zára városát.[2]
- az év folyamán –
  - A kasztíliai sereg visszafoglalja Murcia városát a móroktól.
  - Az első régenskapitányok (államfők) kinevezése San Marinóban.[3]
  - A mongolok seregek egy része Irán felől Anatóliát is elözönli, a Kösedağnál vívott csatában legyőzik a szeldzsuk erőket.[4]

## Születések
- Valdemár svéd király († 1302)